# Ideološka pristranskost na Wikipediji
Na Wikipediji je bila ideološka pristranskost, zlasti v njeni angleško govoreči različici, predmet akademske analize in javne kritike projekta. Vprašanja se nanašajo na to, ali je njena vsebina pristranska do selektivnih virov zaradi političnih, verskih, zgodovinskih ali drugih ideologij, ki se jih morda držijo njeni prostovoljni uredniki. Vse to vzbuja zaskrbljenost glede morebitnih učinkov, ki bi jih to lahko imelo na zanesljivost enciklopedije.
Wikipedija ima notranjo politiko, ki določa, da morajo biti članki napisani z nevtralnega stališča, katerega cilj je pravično, sorazmerno in nepristransko predstaviti pomembna stališča, ki so jih zanesljivi viri o določeni temi preverljivo objavili.
Ugotovitve skupaj kažejo, da so članki na Wikipediji, ki jih ureja veliko število urednikov z nasprotnimi ideološkimi stališči, vsaj tako nevtralni kot drugi podobni viri, vendar članki z manjšim obsegom urejanja, ki ga je napisalo manj – ali bolj ideološko homogenih – sodelavcev, bolj verjetno odražajo uredniško pristranskost tistih, ki prispevajo.

## Raziskave

### Članki, povezani z ameriško politiko
Raziskave kažejo, da je Wikipedija nagnjena h kršitvam nevtralnosti, ki jih povzročajo njeni pristranski uredniki, vključno s sistemsko pristranskostjo. Celovita študija, izvedena na desetih jezikovnih različicah Wikipedije, je pokazala, da spori med uredniki nastajajo predvsem na področju politike, ki zajema politike, politične stranke, politična gibanja in ideologije. Te politične teme so predstavljale približno 25 % sporov, opaženih v vseh preučevanih jezikovnih različicah.
Študija Shanea Greensteina in Feng Zhuja na Harvard Business School iz leta 2012 je preučila vzorec 28.382 člankov, povezanih z ameriško politiko od januarja 2011, in merila njihovo stopnjo pristranskosti z "indeksom pristranskosti", ki temelji na metodi, ki sta jo leta 2010 razvila Matthew Gentzkow in Jesse Shapiro za merjenje pristranskosti v časopisnih medijih. Ta indeks pristranskosti naj bi meril ideološko nagnjenost k demokratski ali republikanski stranki na podlagi ključnih izrazov v besedilu, kot so "vojna v Iraku", "državljanske pravice", "trgovinski primanjkljaj", "gospodarska rast", "nezakonito priseljevanje" in "varnost meja".  Vsaki besedi je dodeljen izraz naklona glede na to, kako pogosto jo uporabljajo demokratski ali republikanski člani ameriškega kongresa. Ta ožja ocena je dodeljena prispevku na Wikipediji, ki vključuje isto ključno frazo. Avtorji so zaključili, da so bili starejši članki na Wikipediji večinoma levičarsko pristranski, čeprav so novejši članki bolj nevtralni. Povedali so, da članki zaradi revizije niso bistveno spremenili svoje pristranskosti, temveč so sčasoma novejši članki s kontrastnimi stališči igrali vlogo pri ponovnem uravnoteženju povprečnih perspektiv med urejanji.:4–5
V poznejši študiji so isti raziskovalci primerjali približno 4000 člankov na Wikipediji, povezanih z ameriško politiko (ki jih je napisala spletna skupnost), z ustreznimi članki v Enciklopediji Britannica (ki so jih napisali strokovnjaki) z uporabo podobnih metod kot v svoji študiji iz leta 2010, da bi preučili "nagnjenost" (demokratska proti republikanski) in količinsko opredelili stopnjo pristranskosti. Avtorji so ugotovili, da so članki na Wikipediji bolj nagnjeni k demokratskim stališčem kot pa članki v Enciklopediji Britannici, ter tudi da so članki na Wikipediji veliko bolj pristranski, zlasti tisti, ki se osredotočajo na državljanske pravice, korporacije in vlado. Vnosi o priseljevanju so se nagibali k republikanskim stališčem. Nadalje so ugotovili, da se razlika v pristranskosti med parom člankov zmanjšuje z več revizijami in da je bila razlika v pristranskosti v primerjavi z Enciklopedijo Britannico statistično zanemarljiva, ko so bili članki bistveno obnovljei. Posledica tega je, po mnenju avtorjev, da je potrebnih veliko prispevkov, da se zmanjša precejšnja pristranskost in nagnjenost na nekaj, kar je bolj blizu nevtralnosti.
Študija, objavljena leta 2015, ki se je osredotočila na angleško različico Wikipedije, je preučevala odstranjevanje pozitivnih ali negativnih informacij v biografijah ameriških senatorjev. Raziskovalci so v biografske članke ameriških senatorjev dodali pozitivno in negativno vsebino, pridobljeno iz zanesljivih referenc. Njihove ugotovitve so pokazale, da je bila negativna vsebina bolj verjetno odstranjena in da je bila odstranjena hitreje v primerjavi s pozitivno vsebino. Raziskovalci so ugotovili tudi, da obstaja večja uredniška pristranskost v člankih na Wikipediji, povezanih s trenutnimi ameriškimi senatorji. Ko pa je bil podoben preizkus izveden na straneh Wikipedije nedavno upokojenih in umrlih senatorjev, ni bilo opaziti enakega neskladja pri odstranjevanju pozitivne in negativne vsebine. To kaže, da je ugotovljena pristranskost specifična za strani aktivnih politikov in ne kaže na sistemsko težavo znotraj Wikipedije. Raziskovalci so ugotovili, da so informacije, ustvarjene s skupnimi projekti, kot je Wikipedija, lahko dovzetne za uredniško pristranskost, ki daje prednost politično aktivnim posameznikom.
V poročilu Harvardovega centra Berkman Klein za internet in družbo iz leta 2017 je bila Wikipedija na lestvici »valence kandidatov« študije, ki je uporabila politično usmerjenost uporabnikov Twitterja, ki so delili vsebino s spletnega mesta, da bi pokazala politično usmerjenost spletnega mesta med ameriškimi volitvami leta 2016, opredeljena kot sredinsko desno spletno mesto. Wikipedija je bila ena od le treh spletnih mest, ki jih je poročilo označilo kot sredinsko desno, drugi dve spletni strani pa sta bili RealClearPolitics in National Review.
Študija iz leta 2023 je primerjala članke o kontroverznih temah v več wikijih, ki jih upravlja skupnost: študija je želela preveriti, ali bi politična usmerjenost sodelovalnega wiki projekta povzročila pristranskost v vsebini, z izbiro množice sodelavcev. Ugotovitve so pokazale, da je vsebina wikijev z eksplicitnimi ideološkimi pristranskostmi, kot sta RationalWiki in Conservapedia, bolj neuravnotežena kot vsebina wikijev (kot je Wikipedija) ali enciklopedij (kot je Encyclopedia Britannica), ki zagovarjajo nevtralnost.  Vsebina Wikipedije ni imela bistveno večjega nagiba kot Vsebina Enciklopedije Britannice, medtem ko sta bili tako RationalWiki kot Conservapedia "bolj natrpani z moralno vsebino".

### Sodelovanje uporabnikov
Študija, izvedena leta 2013, se je osredotočila na uporabnike, ki so odkrito izrazili svojo podporo ameriški Demokratski ali Republikanski stranki. Raziskava je pokazala, da so ti uporabniki pogosteje prispevali k tematikam, ki so se ujemala z njihovo lastno politično usmeritvijo. Vendar pa niso kazali polariziranega urejanja, saj se niso nagibali k izogibanju sodelovanju s političnimi nasprotniki, hkrati pa niso kazali naklonjenosti sodelovanju izključno z zavezniki. Avtorji so predlagali, da bi skupna identiteta Wikipedijstov lahko odtehtala potencialno razdiralne vidike osebne identitete, kot je politična pripadnost. Ta ugotovitev loči Wikipedijo od drugih družbenih platform, kot sta Twitter in blogi, kjer uporabniki pogosto kažejo močno polarizacijo s pretežno interakcijo z uporabniki, ki imajo podobne politične usmeritve. Nasprotno pa lahko Wikipedijo označimo kot platformo, kjer uporabniki kažejo višjo stopnjo interakcije med političnimi usmeritvami, podobno kot forumi in podobne platforme.
V delovnem dokumentu iz leta 2016, ki se je osredotočal na angleško Wikipedijo, so raziskovalci preučevali dejavnosti uporabnikov, ki so prispevali k člankom, povezanim z ameriško politiko. Na podlagi terminologije, predstavljene v njihovem prejšnjem članku iz leta 2012, so Greenstein, Zhu in Yuan Gu ugotovili, da uredniki nekoliko pogosteje prispevajo k člankom z nasprotnim stališčem od njihovih – tendenca, ki so jo avtorji imenovali nasprotja, ki se privlačijo. Nadalje so ugotovili, da razprave na Wikipediji kažejo na »prevalenco nerazločenih pogovorov skozi čas«, kar pomeni, da v razpravah na Wikipediji običajno sodelujejo uredniki z različnimi stališči – ki so jih avtorji imenovali nerazločeni – v nasprotju z razpravami, v katerih sodelujejo le uredniki s homogenimi stališči (razločenimi). Ugotovili so tudi, da se stopnja pristranskosti urednikov sčasoma in izkušnjami zmanjšuje, in sicer hitreje pri urednikih, ki sodelujejo pri zelo pristranskem gradivu: »[n]ajvečji upad je opaziti pri sodelavcih, ki urejajo ali dodajajo vsebino člankom, ki imajo več pristranskosti.« Ocenili so tudi, da v povprečju traja približno eno leto dlje, da republikansko gradivo doseže nevtralno stališče, kot pri demokratskem gradivu.
Študija, objavljena leta 2019 med ameriškimi uporabniki angleške različice, je prišla do podobnih ugotovitev. Študija je izpostavila znatno pristranskost politične usmerjenosti med uporabniki, ki prispevajo k političnim temam, in ugotovila trend, da več urejanj kot je vnosa, bolj uravnotežena je povprečna politična usmerjenost sodelujočih uporabnikov. Študija je tudi pokazala, da se kakovost člankov, kot jo prepoznava skupnost Wikipedije, izboljšuje z naraščajočo raznolikostjo politične usmerjenosti med sodelujočimi. Uporabniške skupine, sestavljene iz politično polariziranih posameznikov, na splošno v povprečju ustvarjajo boljše članke v primerjavi s skupinami, ki jih sestavljajo visoko politično usmerjeni uporabniki ali celo zmerni. Pozitivni učinki polarizacije so bili opaženi ne le pri člankih, povezanih s politiko, temveč tudi pri tistih, ki se nanašajo na družbena vprašanja in celo znanost. Politično polarizirane skupine se pogosto ne strinjajo, kar spodbuja osredotočene razprave, ki vodijo do kakovostnejših, bolj robustnih in celovitejših urejanj. Vendar pa so te ugotovitve omejene. Sodelujoči so lahko utrpeli pristranskost samoizbire, kar lahko vpliva na rezultate.
V študiji iz leta 2012, ki se je osredotočala na urejevalske vojne na Wikipediji, je bilo zapisano, da je soglasje pogosto mogoče doseči z razumnim načinom, tudi pri kontroverznih člankih. Spori, ki ponavadi podaljšujejo te urejevalske vojne, so predvsem posledica pristopa novih uporabnikov. Ugotovljeno je bilo, da večino urejevalskih vojn vodi majhno število uporabnikov, ki so pogosto vpleteni v spore, kljub svoji nizki splošni produktivnosti. V teh razpravah se rešitev pogosto ne doseže na podlagi utemeljenosti argumentov, temveč zaradi zunanjega posredovanja, izčrpanosti ali očitne številčne prevlade ene skupine nad drugo.
Holtz in sodelavci so na podlagi ugotovitev eksperimentalnih raziskav predlagali teoretični model produkcije znanja v Wikipediji, pri čemer so uporabili koncept "produktivnega trenja". Ta model predpostavlja, da je za kolektivni proces ustvarjanja znanja potrebna določena raven interpretativnega konflikta znotraj skupine. Model je analogen socio-kognitivnemu modelu konflikta, ki se uporablja v psihologiji za pojasnitev individualnega učenja. V skladu s to hipotezo, če so napetosti ali trenja znotraj skupine prenizke, postane potencial za konstrukcijo znanja omejen, saj se obstoječe znanje šteje za zadostno za reševanje danega problema. Nasprotno pa, če trenje znotraj skupnosti sodelavcev postane pretirano visoko, lahko to privede do zavrnitve ustreznih idej ali celo do delitve skupine, podobno kot se posameznik težko prilagaja in uči, ko se sooči s preveliko količino novosti.
Druga študija je pokazala, da je bila večina urednikov francoske Wikipedije nagnjena k enakopravnemu sodelovanju v igri diktatorstva. Ta nagnjenost je bila povezana z njihovo vključenostjo v Wikipedijo (merjeno s porabljenim časom in navezanostjo).

## Poročanje medijev
Leta 2016 je Bloomberg News izjavil: »Zaradi odvisnosti enciklopedije od zunanjih virov, predvsem časopisov, bo le toliko raznolika kot ostali mediji – torej ne zelo.« Leta 2017 je revija Wired v članku s stališči o alternativi Wikipediji zapisala naslednje:
»Res je, da doseg in vpliv desničarskih enciklopedij, kot sta Infogalactic in Metapedia, zaenkrat ostajata omejena. Vendar je že sam njihov obstoj znak, da privlačnost centraliziranega foruma za razkrivanje resnice bledi. Wikipedia bo morda ugotovila, da so njeni dnevi na vrhu šteti.«

—Dobrodošli na Wikipediji alternativne desnice, Wired, 21. junij 2017
Leta 2018 je Haaretz zapisal: »Wikipediji je uspelo, da so jo obtožili, da je preveč liberalna in preveč konzervativna, in prejema kritike z vsega spektra«, hkrati pa je opozoril, da Wikipedijo »običajno obtožujejo, da je preveč liberalna«.
Leta 2020 je britanska konzervativna revija The Critic objavila članek dveh ameriških akademikov, v katerem sta zapisala, da so razprave na oglasni deski Wikipedije o zanesljivih virih privedle do zavrnitve večjega števila desničarskih virov kot levičarskih. Avtorja sta trdila, da Wikipedijin arbitražni odbor več obračuna z desničarskimi uporabniki kot levičarski mi, pri štirih od približno tridesetih spornih tem, in trdila, da uredniki Wikipedije in fundacija Wikimedia priznavajo le »eno sprejemljivo mnenje« o teh temah.
CNN je leta 2022 objavil, da se Wikipedijina ideološka pristranskost »morda ujema z ideološko pristranskostjo novičarskega ekosistema«. Boston Globe je zapisal: »Zanimanje urednika Wikipedije za članek izhaja iz njegovih vrednot in mnenj, njihovi prispevki pa so filtrirani skozi njihovo splošno interpretacijo realnosti. Z odlokom ali ne, je nevtralno stališče nemogoče. Celo urednik Wikipedije tega ne more preseči.« Slate je v članku iz leta 2022 zapisal: »Desničarski komentatorji se že leta pritožujejo nad domnevno levičarsko pristranskostjo Wikipedije, vendar niso mogli ponuditi ustrezne alternativne enciklopedične možnosti: Konzervativna različica Wikipedije, Conservapedia, se že dolgo spotika z minimalnim bralstvom,« hkrati pa je opozoril, da konservativci »na splošno niso tako obsežno napadali Wikipedije« kot drugi medijski viri. Tudi leta 2022 je Vice News poročal: »Raziskovalci so ugotovili, da ima Wikipedija rahlo demokratsko pristranskost glede tematike o ameriški politiki, ker je veliko urednikov Wikipedije mednarodnih, povprečna država pa ima stališča, ki so levičarsko nagnjena k temam, kot so zdravstvo, podnebne spremembe, korporativna moč, kapitalizem itd.« Istega leta je Elon Musk na Twitterju zapisal, da se Wikipediji ne more več zaupati.

## Odzivi

### Larry Sanger
Larry Sanger, soustanovitelj Wikipedije, je bil kritičen do Wikipedije, odkar je bil leta 2002 odpuščen kot edini zaposleni urednik in je zaradi tega zapustil projekt. Kasneje je ustanovil in delal za konkurente Wikipedije, vključno s Citizendiumom in Everipedio. Med drugimi kritikami je Sanger leta 2021 javno izrazil mnenje, da članki na Wikipediji predstavljajo levičarsko in liberalno stališče, oziroma "stališče establišmenta". Sanger je navedel številne primere tega, kar vidi kot levičarsko in liberalno pristranskost, npr. da legalizacija drog, ki jo Wikipedija imenuje "liberalizacija drog", vsebuje le malo informacij o morebitnih nevarnostih politik legalizacije drog, da članek na Wikipediji o Joeju Bidnu vsebuje zelo malo podatkov o pomislekih, ki so jih imeli republikanci glede njega in njegovih obtožb o Ukrajini ter da članka na Wikipediji o komunizmu in socializmu ne vsebujeta nobene širše razprave o genocidih in drugih zločinih, ki so se zgodili pod njuno vladavino. Zaradi teh zaznanih pristranskosti Sanger meni, da Wikipedija ni vredna zaupanja. Wikipedijo je obtožil tudi, da je opustila svojo politiko nevtralnosti (nevtralnega stališča).

Raziskovalci so analizirali pristranskosti urednikov Wikipedije in kako so nekatere spremembe na Wikipediji, vključno s tem, kako uredniki, ki so »pro-obrobni«, običajno zapuščajo projekt, izboljšale njeno verodostojnost. Te spremembe vključujejo izboljšave politike NPOV. Opazili so tudi, da Sangerju te spremembe niso všeč:
Angleška Wikipedija je sčasoma preoblikovala svojo vsebino s postopno reinterpretacijo svojega dvoumnega pravila o nevtralnem stališču (NPOV), osrednjega pravila glede vsebine na Wikipediji. To je imelo pomembne posledice, saj je organizacijo, ki je nekoč dajala verodostojnost in lažno ravnovesje psevdoznanoijam zarote in ekstremizmu, spremenila v proaktivnega razkrinkalca, preverjevalca  tev in identifikatorja obrobnega diskurza ...
Poleg tega ustanovitelji Wikipedije niso posredovali, da bi med uporabniki povzročili nove interpretacije smernic. Sanger, ki je oblikoval osrednje pravilo NPOV, je obsodil interpretacije smernice, ki so se pojavile sčasoma.
Leta 2021 je Wikipedija zanikala obtožbe Larryja Sangerja o posebni politični pristranskosti, tiskovni predstavnik enciklopedije pa je dejal, da so študije tretjih oseb pokazale, da njeni uredniki prihajajo iz različnih ideoloških stališč in da »ko se več ljudi vključuje v proces urejanja na Wikipediji, bolj nevtralni članki postajajo«.

### Conservapedia
Ameriški odvetnik in krščanski konservativni aktivist Andrew Schlafly je leta 2006 ustanovil spletno enciklopedijo z imenom Conservapedia, da bi se uprl temu, kar je zaznal kot levičarsko pristranskost, prisotno na Wikipediji. Uredniki Conservapedie so sestavili seznam domnevnih primerov levičarske pristranskosti na Wikipediji, vključno s trditvami, da je "protiameriška", "protikrščanska" in "protikapitalistična".

### Jimmy Wales
Leta 2006 je soustanovitelj Wikipedije Jimmy Wales dejal:
Skupnost Wikipedije je zelo raznolika, od liberalnih do konservativnih, libertarnih in še več. Če bi bila povprečja pomembna, in zaradi narave programske opreme wiki (brez glasovanja) skoraj zagotovo niso, bi rekel, da je skupnost Wikipedije nekoliko bolj liberalna kot povprečno prebivalstvo ZDA, ker smo globalni in je mednarodna skupnost angleško govorečih nekoliko bolj liberalna kot prebivalstvo ZDA. Ni podatkov ali anket, ki bi to potrdile.
Leta 2007 je Wales dejal, da trditve o liberalni pristranskosti na Wikipediji "niso podprte z dejstvi".
Med polemiko o Gamergatu leta 2014 je Wales domnevno v odgovoru na elektronsko pošto študenta računalništva, ki je trdil, da Wikipediji popolnoma manjka kakršen koli poskus nevtralnosti glede Gamergata, zapisal: "Zelo težko verjamem, da gre pri Gamergatu 'v resnici za etiko v novinarstvu', ko pa je vsaka moja osebna izkušnja z njim vključevala žalitve, grožnje, doxing itd. s strani ljudi, ki podpirajo Gamergate", in da je bilo gibanje "trajno omadeževano in ugrabljeno s strani peščice ljudi, ki niso to, kar bi si upali". Wales je svoje komentarje v odgovoru na odpor podpornikov Gamergata branil z besedami, da "ne gre za to, v kaj verjame. Gg je znan po nadlegovanju. Ustavite se in razmislite, zakaj."

V intervjuju z Lexom Fridmanom leta 2023 je Wales na vprašanje, ali ima Wikipedija levo usmerjeno pristranskost, odgovoril:
Ja, torej ne mislim tako, ne na splošno. Mislim, da lahko vedno pokažeš na določene vnose in govoriš o določenih pristranskostih, ampak to je del procesa Wikipedije. Vsakdo lahko pride in to izpodbija ter nadaljuje. Ampak na Twitterju precej pogosto opazim nekaj precej resnih obtožb o pristranskosti. In mislim, da tega pravzaprav ne opazim. Temu ne verjamem. In če ljudi vprašaš za primer, se običajno mučijo, odvisno od tega, kdo so in za kaj gre. Torej je zagotovo res, da nekatere ljudi, ki imajo precej obrobna stališča in ki poznajo celoten naval zgodovine v 500 letih, lahko štejemo za genije, ki so prebili pot. Ampak trenutno precej obrobna stališča. In preprosto so nezadovoljni, ker Wikipedija ne poroča o njihovih obrobnih stališčih kot o prevladujočih. In to, mimogrede, sega na vsa področja.

## Polemike

### Hrvaška Wikipedija
Med letoma 2011 in 2021 so hrvaško Wikipedijo upravljali uporabniki,  kateri so bili skrajno desničarski nacionalisti, ti pa so ponarejali in promovirali pristranske vsebine o različnih temah: fašizmu, hrvaških Srbih, pa tudi ustaših in skupnosti LGBTQ.Te pristranske ureditve so vključevale zanikanje zgodovine, zanikanje ali zmanjševanje resnosti zločinov in skrajno desničarsko propagando. To skupino urednikov je Wikipedija leta 2021 ustavila in jim onemogočila urejanje, zaradi česar je bila deležna negativnega odziva z strani hrvaške vlade, medijev in zgodovinarjev. Kot pomemben dejavnik je bila navedena majhnost hrvaške Wikipedije leta 2013 (466 aktivnih urednikov, od katerih jih je bilo 27 administratorjev). Istega leta je minister za šolstvo Željko Jovanović študentom svetoval, naj ne uporabljajo hrvaške Wikipedije; zgodovinarji so v vmesnem času priporočili uporabo angleške Wikipedije.

### Angleška Wikipedija
Februarja 2023 sta Jan Grabowski in Shira Klein v reviji Journal of Holocaust Research objavila raziskovalni članek, v katerem sta številne urednike angleške Wikipedije obtožila sodelovanja v kampanji za »[promocijo] izkrivljene različice zgodovine na Wikipediji«, pri čemer sta trdila, da njihova dejanja »[prikrivajo] vlogo poljske vpletenosti v holokavstu in [krepijo] stereotipe o Judih«. Arbitražni odbor angleške Wikipedije je nato odprl primer za preiskavo in oceno dejanj urednikov v omenjenih člankih. Odbor je na koncu odločil, da se dvema urednikoma prepove pisanje o tematskih področjih, čeprav je Kleinova predlagana pravna sredstva kritizirala kot »[pomanjkanje] globine in posledic«.
Christoph Hube in Anna Samoilenko sta kritizirala Wikipedijo, zlasti angleško različico, zaradi nezadostne zastopanosti nezahodnih tem, ki jih je Samoilenko označila za »evrocentrične«. Anna Samoilenko je dejala, da Wikipedija »ponovno poudarja podobne pristranskosti, ki jih najdemo v 'slonokoščenem stolpu' akademske historiografije«.

### Japonska Wikipedija
Številni znanstveniki so kritizirali več člankov na japonski Wikipediji zaradi njihovega opisa različnih dogodkov druge svetovne vojne, vključno s članki o pokolu v Nanjingu, enoti 731 in tolažilnih ženskah.

### Španska Wikipedija
Leta 2022 je več konservativnih kulturnih in političnih osebnosti iz Španije objavilo manifest, v katerem so zapisali, da gre za »pomanjkanje nevtralnosti in ... očitno politično pristranskost v španski Wikipediji«, in trdili, da špansko Wikipedijo »urejajo ljudje, ki se skrivajo za anonimnimi uredniškimi računi in izkoriščajo priložnost za politični aktivizem, bodisi z dodajanjem napačnih ali lažnih podatkov, bodisi z izbiranjem novic iz medijev z jasno politično in ideološko pristranskostjo, ki se nanašajo na kontroverzne, izkrivljene, zahrbtne ali netočne informacije«. Manifest so med drugim podpisali Juan Carlos Girauta, Álvaro Vargas Llosa, Cayetana Álvarez de Toledo, Joaquín Leguina, Albert Rivera, Daniel Lacalle in Toni Cantó.
Španska Wikipedija je bila deležna kritik tudi zaradi zelo pristransko napisanega članka o argentinski predsednici Cristini Kirchner.
V članku iz julija 2022 je Claudia Peiró iz Infobae kritizirala urejanje v članku o Kubi na španski Wikipediji, ker so uporabniki Kubo opisali kot »demokratično državo brez strank« s »svobodnim, neposrednim in tajnim glasovanjem«.

### Kampanja CAMERA
Aprila 2008 je The Electronic Intifada objavila članek z e-poštnimi sporočili, ki so si jih izmenjali člani Odbora za natančnost poročanja o Bližnjem vzhodu v Ameriki (CAMERA). Navedeni namen skupine je bil pomagati preprečiti, da bi urejanja na Wikipediji, povezana z Izraelom, razveljavljali in cenzurirali protiizraelski uredniki.  Pet uporabnikov Wikipedije, ki so sodelovali v kampanji CAMERA, so sankcionirali arbitri angleške Wikipedije, ki so zapisali, da je odprta narava projekta "v osnovi nezdružljiva z ustanovitvijo zasebne skupine za prikrito usklajevanje urejanja s strani ideološko podobno mislečih posameznikov".